# Verwaltungsbetriebswirt (HVSV)
Verwaltungsbetriebswirt (HVSV)  ist ein vom Hessischen Verwaltungsschulverband (HVSV) durch einen Fortbildungslehrgang für Verwaltungsfachwirte und Absolventen des Studiengangs  Diplom-Verwaltungswirt (FH) qualifizierter Beruf.  Er umfasst die Themenbereiche Rechtsformen öffentlicher Betriebe, Investition und Finanzierung, Unternehmensbesteuerung, kaufmännisches Rechnungswesen, Personalmanagement und Projektmanagement.

## Lehrgang
Der Fortbildungslehrgang zur betriebswirtschaftlichen Qualifizierung zum Verwaltungsbetriebswirt (HVSV) baut auf den im Fortbildungslehrgang II des Verwaltungsfachwirts erworbenen betriebswirtschaftlichen Grundkenntnissen auf und vermittelt die im Rahmen des Modernisierungsprozesses in der öffentlichen Verwaltung notwendigen betriebswirtschaftlichen Kenntnisse und Fertigkeiten. 

### Ziel und Zulassungsvoraussetzungen
Die Vertiefung der vorhandenen betriebswirtschaftlichen Kenntnisse und Fertigkeiten und die Lösung von betriebswirtschaftlichen Aufgaben ist der Hauptpunkt der Fortbildung. Der Lehrgang ist gedacht für Mitarbeiter der öffentlichen Verwaltung. Angenommen werden Angestellte mit dem Abschluss Verwaltungsfachwirt und Beamte des gehobenen nichttechnischen Verwaltungsdienstes oder mit einem gleichwertigen Abschluss außerhalb der Verwaltung. 

### Fortbildungsinhalte
Der Fortbildungslehrgang umfasst 360 Unterrichtsstunden (circa ein Jahr) und findet berufsbegleitend statt. Teilgebiete sind:
1. Rechtsformen öffentlicher Betriebe: Rechtsgrundlagen, Rechtsformalternativen, Entscheidungskriterien, Auswirkungen, Überblick über das Insolvenzrecht.
2. Investition und Finanzierung: Grundlagen, Finanzplanung, Außenfinanzierung, Kreditderivate, Kreditsubstitute, Innenfinanzierung.
3. Unternehmensbesteuerung: Grundlagen des Steuerrechts, Einkommensteuer, Körperschaftsteuer, Umsatzsteuer, Gewerbesteuer.
4. Kaufmännisches Rechnungswesen:  Steuerungsmodell als Ausgangspunkt, Grundsätze ordnungsgemäßer Buchführung, Bilanzgliederung und -bewertung, Gliederung der Gewinn- und Verlustrechnung, Lagebericht und Anhang, Bilanzpolitik und Bilanzanalyse, Konzernrechnungslegungspflicht, Betriebsergebnisrechnung, Voll- und Teilkostenrechnung, Plankostenrechnung, Wirtschaftlichkeitsberechnung, Controlling.
5. Marketing: Grundlagen und Besonderheiten des Marketings in der öffentlichen Verwaltung, Marktforschung, Definition der Marketingziele, Entwicklung von Marketingstrategien, Einsatz der Marketinginstrumente, E-Government.
6. Personalmanagement: Mitarbeiterkommunikation, Gesprächsführung, psychologische Aspekte des Personalmanagements, Konfliktmanagement.
7. Projektmanagement: Grundlagen des Projektmanagements, Projektplanung, Projektaufbauorganisation, Projektentwicklung.
8. Statistik: Gewinnung des Zahlenmaterials, Darstellung des Zahlenmaterials, statistische Auswertung des Zahlenmaterials.

### Prüfung und Zeugnis
Die Prüfung besteht aus drei schriftlichen Prüfungsarbeiten à drei Zeitstunden in den Teilgebieten 
- Rechtsform öffentlicher Betriebe
- Unternehmensbesteuerung
- Kaufmännisches Rechnungswesen

und einer Hausarbeit aus den Teilgebieten 
- Investition und Finanzierung
- Marketing oder Personalmanagement.

Erfolgreiche Teilnehmer erhalten ein Abschlusszeugnis mit den Einzelnoten und eine Urkunde mit der Bezeichnung Verwaltungsbetriebswirt (HVSV).